# Anton Pevsner

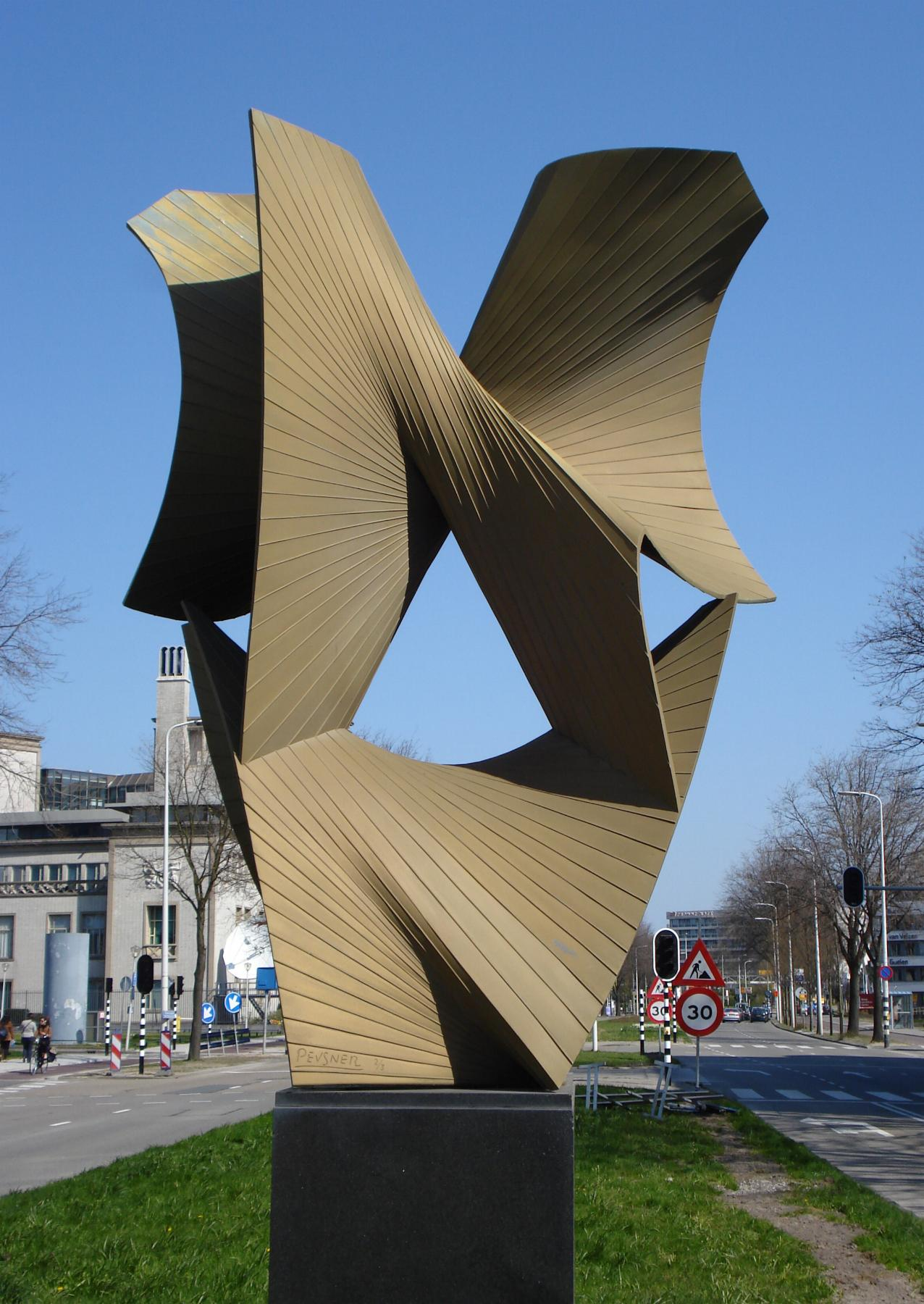
Die vierte Dimension

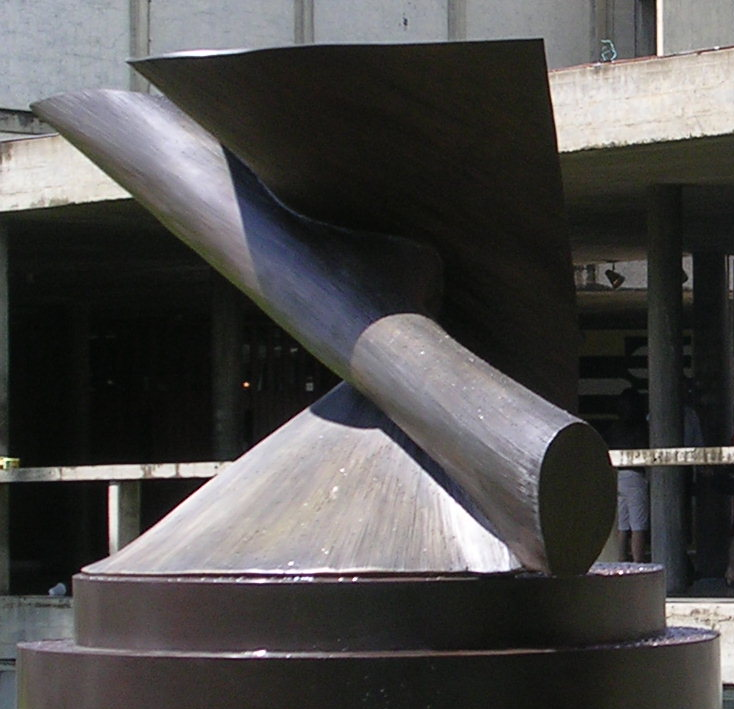
Werk Pevsners an der Universität von Venezuela

Anton Abramowitsch Pewsner, später bekannt als Antoine Pevsner (russisch Антон Абрамович Певзнер; * 18. Januarjul. / 30. Januar 1884greg. in Klimowitschi, Gouvernement Mogiljow; † 12. April 1962 in Paris) war ein russischer Maler und Bildhauer und wie sein Bruder Naum Gabo ein Künstler des Konstruktivismus.

## Biografie
Anton Abramowitsch Pewsner wurde geboren in einer Familie von Ingenieuren. Er absolvierte 1909 die Kiewer Kunstschule. Im selben Jahr schrieb er sich an der Akademie der Schönen Künste in Petersburg ein, wurde aber drei Monate später wegen der für Juden geltenden Beschränkungen von dort verwiesen. Von 1909 bis 1911 lebte er mit seinen Eltern in Brjansk. 1911 bis 1913 machte er in Paris Bekanntschaft mit Alexander Archipenko und Amedeo Modigliani. 1913 übersiedelte er nach Paris und begann mit abstrakter Malerei. 1915–1916 lebte er in Oslo, von wo er nach Moskau weiterzog. Hier unterrichtete er ab 1917 an der Kunstakademie und lehrte Malerei an den „Svomas“ (den freien künstlerischen Werkstätten), von 1919 bis 1920 an der WChUTEMAS. Dort experimentierte er mit verschiedenen Materialien und erstellte Pigmente, in dem er verschiedene Mineralien und Pflanzen zerstieß. 1920 verfasste er, zusammen mit seinem Bruder, das Realistische Manifest, das sie an die Mauer der Stadt plakatierten; Dieser Text wirbt um ein vollständiges Abrücken von der Wirklichkeit, über deren Erscheinungsbild die Gebrüder sich bemühen hinauszugehen. Sie stellten ihre Werke im öffentlichen Garten „Tverskoi“ im Zentrum Moskaus aus. Dieses Eintreten für die abstrakte Kunst wurde unhaltbar in einem Kontext, in dem die Kunst im Dienste der Revolution allen Menschen zugänglich und der industriellen Revolution eng verbunden sein musste. 1921 wurde Pevsner bezichtigt, eine kapitalistische Kunst zu produzieren. Sein Atelier wurde auf Geheiß der sowjetischen Machthaber geschlossen und er durfte keinen Unterricht mehr geben. 1921 wanderte er nach Berlin aus, wo er Marcel Duchamp und Katherine Dreyer kennenlernte. 1923 ließ er sich in Paris nieder. Sieben Jahre später erhielt er die französische Staatsbürgerschaft (Bei dieser Gelegenheit französierte er seinen Vornamen: Aus Anton/Nathan wurde Antoine). Nach ersten Anfängen 1917 in Norwegen, fing er 1923 wirklich mit der Bildhauerei an und schuf Assemblagen aus Kunststoff, wobei er sich Formen ausdachte, um ihnen durch das Zusammenspiel der Komponente des Lichtspektrums Farben zu verleihen.
1927 entwarfen die Brüder das Ballett La Chatte von Henri Sauguet für Diaghilev. Im Jahr 1931 war er zusammen mit Theo van Doesburg, Naum Gabo, Auguste Herbin und Georges Vantongerloo Gründungsmitglied der Künstlerbewegung Abstraction-Création in Paris. 1946 beteiligte er sich an der Ausstellung Konkrete Kunst der Galerie René Drouin, gemeinsam mit Sonia Delaunay-Terk, Wassily Kandinsky, Alberto Magnelli und Herbin. Pewsner war Teilnehmer der documenta 1 (1955) und der documenta II im Jahr 1959 in Kassel.
Vor seinem Tod äußerte Pevsner den Wunsch dem MNAM Centre Georges Pompidou (Paris) eine bedeutende Auswahl seiner Skulpturen, Bilder und Zeichnungen zu schenken, die heute die in der Welt reichhaltigste Sammlung seiner Werke bildet. Antoine Pevsner starb 1962 in Paris.
Der Asteroid (7314) Pevsner wurde nach ihm benannt.